# Oscar Walcker

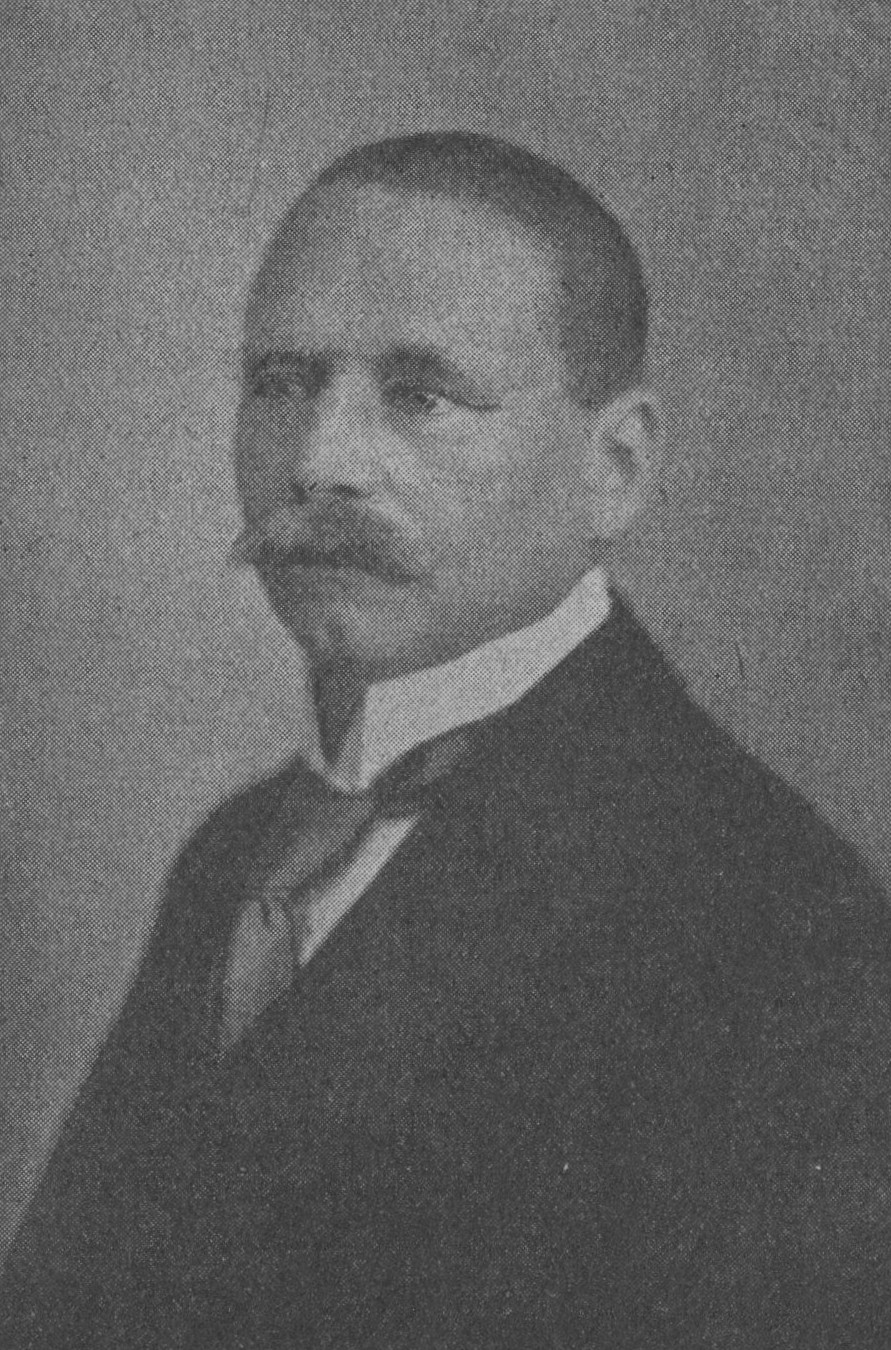
Oscar Walcker, um 1927

Oscar Walcker (* 1. Januar 1869 in Ludwigsburg; † 4. September 1948 ebenda) war ein deutscher Orgelbauer. 

## Leben
Oscar Walcker war Sohn des Orgelbauers Friedrich Walcker (* 17. September 1829 in Ludwigsburg; † 6. Dezember 1895 ebenda) und seiner Ehefrau Julie (geb. von Stump) und somit Enkel des berühmten Orgelbauers Eberhard Friedrich Walcker (1794–1872). Im Familienbetrieb, der von seinem Vater und seinen Brüdern Heinrich (* 10. Oktober 1828 in Ludwigsburg; † 1903 ebenda), Karl (* 6. März 1845 in Ludwigsburg; † 1908 ebenda), Paul Walcker (1846–1928) und Eberhard (* 8. April 1859 in Ludwigsburg; † 1928 ebenda) geführt wurde, erlernte er ab 1885 den Orgelbau. Nach der Lehre studierte er an der Kunstgewerbeschule Stuttgart Architektur.
Ab 1892 nahm er die Stelle seines Onkels Paul als Werkführer ein, der im Streit das Unternehmen verlassen hatte und zur Orgelbaufirma Sauer nach Frankfurt (Oder) gegangen war.
Zwischen 1898 und 1908 verbrachte er mehrere Jahre in Schottland und lernte dort intensiv den englischen Orgelbau kennen. Ab 1899 wurde Oscar Walcker Teilhaber der Firma und 1916 übernahm er die Alleinverantwortung des Betriebs.
Als sich Wilhelm Sauer 1910 zur Ruhe setzte, verkaufte er seine Firma an Paul Walcker. 1917 übernahm Oscar Walcker die finanziell schwer angeschlagene Firma Sauer von seinem Onkel Paul Walcker und führte sie unter dem Namen Orgelbau Wilhelm Sauer (Inh. Oscar Walcker) weiter, zusätzlich zu seinem Betrieb in Ludwigsburg.

## Orgelbau
Unter Oscar Walckers Leitung wurden über 2000 Orgeln gebaut. Der Betrieb war damit in der ersten Hälfte des 20. Jahrhunderts einer der weltweit größten. Es wurden bis zu 200 Mitarbeiter beschäftigt.
Das erste bedeutende Werk von Oscar Walcker war die Orgel für den Odeonssaal in München, die in Zusammenarbeit mit Max Reger 1906 entstand (op. 1233, III/64).
In Straßburg befreundete er sich beim Bau der Orgel der Wilhelmskirche (op. 804, III/51) mit Émile Rupp, zusammen mit Albert Schweitzer Begründer der Elsässisch-Neudeutschen Orgelreform. Rupp war Organist an der Paulskirche, deren Orgel (op. 777, III/58) 1897 ebenfalls von der Firma Walcker gebaut worden war.
Walcker griff die Ideen von Rupp auf und setzte sie beim Bau der Orgel (op. 1500, V/105) der St. Reinoldikirche in Dortmund um.
Nachdem 1906 die Hauptkirche Sankt Michaelis in Hamburg abgebrannt war, musste auch die Orgel neu gebaut werden. Diesen Auftrag bekam Walcker. Die 1912 fertiggestellte Orgel (op. 1700) hatte fünf Manuale und 163 Register. Als Anerkennung für diese Arbeit bekam Walcker den Preußischen Kronenorden verliehen. Die Orgel wurde 1945 zerstört.
Auch im Ausland war Walcker sehr erfolgreich:
- 1925: Bau der Orgel in der Blauen Halle (schwedisch Blå hallen) des Stadshuset in Stockholm (op. 2073 mit IV/115)[11],
- 1928: Orgel für die Weltausstellung in Barcelona im Palau Nacional op. 2222 mit V/154,[12]
- 1930: Im Osloer Dom op. 2270 mit IV/103.[13]

Im Jahr 1935 wurde Walcker beauftragt, kurzfristig eine Orgel beim Reichsparteitag 1935 in Nürnberg aufzustellen. Innerhalb weniger Tage wurde die Orgel op. 2432 mit III/50, die gerade für die Martin-Luther-Gedächtniskirche in Berlin fertig geworden war, in der Luitpoldhalle installiert. 
Nachdem dieses Instrument nach dem Parteitag an seinen eigentlichen Bestimmungsort transferiert worden war, wurde für den Reichsparteitag 1936 ein größeres Instrument mit fünf Manualen und 220 Registern, das die Opus-Nummer 2500 bekam, zum 1. September 1936 aufgebaut. Die durch einen Bombentreffer beschädigte Reichsparteitag-Halle wurde 1950 gesprengt und abgetragen.

### „Praetorius-Orgel“
Auf Anregung von Wilibald Gurlitt baute und stiftete Oscar Walcker 1921 für das Musikwissenschaftliche Seminar der Universität Freiburg den Nachbau einer Praetorius-Orgel (op. 1945). Auf diesem Instrument wurde so eindrücklich der Orgelklang der Renaissance nachgestellt, dass es mit als Auslöser der Orgelbewegung gilt.

### „Oskalyd“-Kinoorgel
In den 1920er-Jahren wurden in den Kinos zur Untermalung der Stummfilme und als Pausenfüller Orchester eingesetzt, die teilweise durch Kinoorgeln unterstützt oder ganz durch sie ersetzt wurden. An diese Instrumente wurden besondere Anforderungen gestellt: Lautstärke, schnell veränderliche Klänge und zusätzliche Effektregister (Geräusche, Knall usw.). Zusammen mit dem Organisten Hans Luedtke entwickelte Walcker das „Oskalyd“, von dem ungefähr 80 Stück gebaut wurden.

## Familie
Oscar Walcker und seine Frau Helene, geb. Bruhns, hatten zwei Kinder:
- Hildegard (* 1. Juni 1899; † 1943) und
- Heinrich (* 28. Juli 1901; † 1946).

Hildegard war mit Felix Mayer, Prokurist im Walcker-Betrieb, verheiratet. Ihr Sohn
Werner Walcker-Mayer (* 1. Februar 1923; † 13. November 2000) übernahm den Betrieb nach dem Tod von Oscar Walcker, da dessen Sohn Heinrich kurz nach dem II. Weltkrieg bereits gestorben war.

## Ehrungen
- Preußischer Kronenorden
- Ehrenbürger der Stadt Ludwigsburg
- Ehrendoktor der Universität Freiburg
- Oscar-Walcker-Schule in Ludwigsburg

## Veröffentlichungen
- Erinnerungen eines Orgelbauers. Hrsg.: Gerhard Walcker-Mayer. Kleinblittersdorf Dezember 2014 (233 S., walcker.com [PDF; 65,4 MB] Nachdruck mit verschiedenen Anlagen; Inhaltsverzeichnis S. 209 = PDF-S. 213).